# Adrian Fortescue
Adrian Fortescue (ur. ok. 1480 w Hertfordshire, zm. 9 lipca 1539 w więzieniu Tower) – błogosławiony katolicki, angielski męczennik, kawaler maltański.
Był potomkiem wybawcy Wilhelma Zdobywcy spod Hastings, stąd nosił przydomek Le Fortescue i legitymował się dewizą Forte scutum salus ductum. Spokrewniony był przez matkę z Anną Boleyn. Dwukrotnie żonaty, miał siedmioro dzieci. Uczestniczył w wojnach z Francją, walcząc w bitwie pod Guinegate i w 1522 roku w Pikardii. Dziesięć lat później został członkiem zakonu kawalerów maltańskich. Mimo swych zasług po ogłoszeniu Aktu Supremacji popadł w niełaskę króla Henryka VIII i dwukrotnie trafiał do aresztu, w 1534 i 1539 roku. Za drugim razem zatrzymany został wraz z grupą objętych konfiskatą m.in. Thomasem Dingleyem, bł. Małgorzatą Pole, matką kardynała Reginalda Pole’a. Stanął przed sądem, który skazał go na śmierć za odmowę uznania zwierzchności króla nad Kościołem. Został ścięty, razem z Dingleyem.
Beatyfikowany przez papieża Leona XIII 13 maja 1895 roku, wraz z współtowarzyszem męczeństwa.
Jego wspomnienie obchodzone jest w dies natalis (9 lipca), a u dominikanów dzień wcześniej.